# The Dorchester
The Dorchester — лондонская гостиница с категорией комфорта «5 звёзд», расположенная на улице Парк-Лэйн в районе Мэйфэр, напротив Гайд-парка, один из наиболее престижных и дорогих отелей в мире.
Отель назван по резиденции Джозефа Дамера, графа Дорчестера, ранее существовавшей на месте здания.
Открытый 18 апреля 1931 года, The Dorchester стал первым в мире отелем, построенным из железобетона.
До Второй мировой войны был известен художественными и литературными мероприятиями. Во время войны размещал размещал членов английского военного правительства и командующего американскими войсками в Европе Дуайта Эйзенхауэра. После войны известен посещениями многочисленных знаменитостей и публичными мероприятиями.
Среди пяти ресторанов отеля «Alain Ducasse at the Dorchester» Алена Дюкасса получил три звезды (высшая отметка) в гиде «Мишлен».
В 1985 году отель был приобретен султаном Брунея Хассаналом Болкиахом и с 2006 года входит в сеть отелей класса «люкс» Dorchester Collection, названную так по первому отелю «коллекции».